# Liste der Naturdenkmale in Preußisch Oldendorf
Die Liste der Naturdenkmale in Preußisch Oldendorf führt die Naturdenkmale in Preußisch Oldendorf im Kreis Minden-Lübbecke in Nordrhein-Westfalen auf.

## Naturdenkmale
| Bild           | Nummer | Objektbezeichnung            | Gemarkung           | Flurstück              | Lagebeschreibung                                                                   | Bemerkung | Koordinaten                 |
| -------------- | ------ | ---------------------------- | ------------------- | ---------------------- | ---------------------------------------------------------------------------------- | --------- | --------------------------- |
| weitere Bilder | A.9.1  | Femelinde                    | Börninghausen       | 2 - 39                 | östlich der Ruine                                                                  | G         | 52° 16′ 50″ N, 8° 30′ 30″ O |
|                | A.9.2  | 2 Linden                     | Börninghausen       | 4 - 175                | beidseitig der Hofeinfahrt an der L 557 (Bünder Straße)                            | G         | 52° 16′ 21″ N, 8° 30′ 59″ O |
|                | A.9.3  | Buchengruppe (4 Buchen)      | Börninghausen       | 5 - 35                 | östlich des Hauses zur L 557 hin                                                   | G         | 52° 15′ 57″ N, 8° 31′ 3″ O  |
|                | A.9.4  | 2 Eichen                     | Schröttinghausen    | 6 - 70                 | auf der Weide nordöstlich des Hauses                                               | G         | 52° 19′ 43″ N, 8° 28′ 33″ O |
|                | A.9.5  | 1 Holunder                   | Holzhausen          | 11 - 191               | am nördlichen Grundstücksrand zum Feldweg hin                                      | G         | 52° 17′ 18″ N, 8° 32′ 46″ O |
|                | A.9.6  | Gehölzgruppe Crollage        | Holzhausen          | 6 - 9                  | Feldgehölz liegt südöstlich des Gutes in der Feldmark östlich des Mühlenbaches     | G         | 52° 16′ 26″ N, 8° 31′ 43″ O |
|                | A.9.7  | 2 Eichen                     | Lashorst            | 2 - 34                 | nördlich des Hofes rechts und links der Hofeinfahrt an der Straße Auf dem Buchholz | G         | 52° 21′ 5″ N, 8° 31′ 9″ O   |
|                | A.9.8  | 1 Erle                       | Offelten            | 1 - 59/1               | am östlichen Grundstücksrand des Modellflugplatzes direkt am Landwehrbach          | G         | 52° 17′ 52″ N, 8° 31′ 13″ O |
|                | A.9.9  | 1 Eiche                      | Offelten            | 9 - 24                 | in der Süd-Ost-Ecke des Grundstücks                                                | G         | 52° 18′ 22″ N, 8° 30′ 53″ O |
|                | A.9.10 | 2 Eichen                     | Offelten            | 5 - 152/2              | stehen nördlich der Gebäude direkt an der Hofeinfahrt B 65                         | G         | 52° 17′ 14″ N, 8° 32′ 56″ O |
|                | A.9.11 | Bärenquelle                  | Börninghausen       | 12 - 34                | oberhalb des Feuerlöschteiches                                                     | Geo       | 52° 17′ 57″ N, 8° 30′ 31″ O |
| weitere Bilder | A.9.12 | 1 Linde                      | Engershausen        | 10 - 41                | nordöstlich des Gutsgebäudes                                                       | G         | 52° 18′ 47″ N, 8° 30′ 20″ O |
|                | A.9.13 | 3 Eichen                     | Hedem               | 1 - 6                  | südwestlich des Wohnhauses                                                         | G         | 52° 21′ 9″ N, 8° 32′ 43″ O  |
|                | A.9.14 | 1 Lebensbaum                 | Hedem               | 2 - 49                 | im Park                                                                            | G         | 52° 20′ 36″ N, 8° 32′ 52″ O |
|                | A.9.15 | 1 Blutbuche                  | Hedem               | 2 - 79                 | südöstlich des Gutshauses                                                          | G         | 52° 20′ 29″ N, 8° 32′ 45″ O |
|                | A.9.16 | 1 Eiche                      | Schröttinghausen    | 6 - 70                 | am Wohnhaus                                                                        | G         | 52° 19′ 49″ N, 8° 27′ 44″ O |
| weitere Bilder | A.9.18 | 1 Linde                      | Börninghausen       | 2 - 39                 | nordöstlich des Hotels                                                             | G         | 52° 16′ 51″ N, 8° 30′ 28″ O |
|                | A.9.19 | 1 Stieleiche                 | Börninghausen       | 2 - 39                 | südöstlich des Hotels                                                              | G         | 52° 16′ 50″ N, 8° 30′ 29″ O |
| weitere Bilder | A.9.20 | Feuerlöschteich Balkenkamp   | Börninghausen       | 1 - 142                | nördlich der Burgstraße                                                            | Geo       | 52° 16′ 55″ N, 8° 30′ 0″ O  |
|                | A.9.21 | Steinbruch am Linkenberg     | Preußisch Oldendorf | 5 - 55 tlw,60,62,64,65 | am Nordhang des Wiehengebirges                                                     | Geo       | 52° 18′ 0″ N, 8° 28′ 53″ O  |
|                | A.9.22 | 1 Linde                      | Holzhausen          | 11 - 1310              | „Dummerter Str. 5“, Nordseite des Hofes                                            | G         | 52° 17′ 14″ N, 8° 32′ 56″ O |
|                | A.9.23 | 1 Linde                      | Holzhausen          | 15 - 193               | Hofeinfahrt zum Gut Hudenbeck östlich der Bünder Str.                              | G         | 52° 16′ 59″ N, 8° 31′ 41″ O |
|                | A.9.24 | 1 Stieleiche                 | Holzhausen          | 3 - 496                | Ostseite der Str. „Im Holz“ gegenüber Nr. 15                                       | G         | 52° 17′ 55″ N, 8° 31′ 46″ O |
|                | B.9.1  | 3 Hainbuchen                 | Börninghausen       | 8 - 316                | auf der Rasenfläche südöstlich der Grundschule                                     | G         | 52° 16′ 29″ N, 8° 29′ 45″ O |
|                | B.9.2  | 1 Winterlinde, 1 Sommerlinde | Holzhausen          | 10 - 722               | nördlich der evangelischen Kirche                                                  | G         | 52° 17′ 19″ N, 8° 31′ 58″ O |
|                | B.9.3  | 1 Blutbuche                  | Börninghausen       | 8 - 144/95             | nordöstlich der Kirche                                                             | G         | 52° 16′ 30″ N, 8° 29′ 51″ O |
|                | B.9.4  | 1 Sommerlinde                | Holzhausen          | 10 - 550               | auf dem Friedhof in Holzhausen                                                     | G         | 52° 17′ 23″ N, 8° 31′ 51″ O |
| weitere Bilder | B.9.5  | 1 Blutbuche                  | Preußisch Oldendorf | 2 - 1198               | am südöstlichen Zugang zum Friedhof an der Südseite des Weges                      | G         | 52° 18′ 25″ N, 8° 29′ 27″ O |
| weitere Bilder | B.9.6  | 1 Lindenallee (11 Linden)    | Preußisch Oldendorf | 2 - 1198               | nördlich und südlich des Friedhofweges                                             | G         | 52° 18′ 25″ N, 8° 29′ 24″ O |
|                | B.9.7  | 1 Stieleiche                 | Getmold             | 6 - 76                 | an der Kreuzung Getmolder Straße/Im Dorfe, gegenüber dem Denkmal                   | G         | 52° 20′ 9″ N, 8° 29′ 37″ O  |

## Anmerkung
1. ↑  G=Gehölz, F=Flächenhaftes Objekt, Geo=Geologisches Objekt